# 최예진 (컴퓨터 과학자)
최예진(1977년~)은 대한민국의 컴퓨터 과학자이다. 자연어 처리와 컴퓨터 비전에 대해서 연구하며, 워싱턴 대학교의 석좌교수로 재직 중이다.